# Elektrownia Duvha
Elektrownia Duvha – węglowa elektrownia cieplna zlokalizowana około 15 km na wschód od Witbank w Mpumalanga

## Historia
Budowa elektrowni rozpoczęła się w listopadzie 1975 roku. Pierwszy blok został uruchomiony 18 sierpnia 1980 roku, drugi blok – 1 października 1980 roku, 3 blok – 16 września 1981 roku, 4 blok – 1 lipca 1982 roku, 5 blok – 31 marca 1983 roku i 6 blok – 22 lutego 1984 roku.  Łączna moc produkcyjna sześciu bloków wynosi 3 600 MW.
Obok elektrowni została w 1976 roku uruchomiona kopalnia odkrywkowa Duvha. Dwa kominy elektrowni mają 300 metrów każdy, a trzy chłodnie kominowe mają po 149 m wysokości.

## Zatrudnienie
Około 900 osób.

## Właściciel
Właścicielem jest Eskom Enterprises, spółka należąca do Eskom Holdings, która wytwarza około 95% energii elektrycznej zużywanej w Republice Południowej Afryki i około 45% energii elektrycznej zużywanej w Afryce.